# Fosdinovo
Fosdinovo – miejscowość i gmina we Włoszech, w regionie Toskania, w prowincji Massa-Carrara.
Według danych na rok 2004 gminę zamieszkiwało 4339 osób, 90,4 os./km².